# Ecnomus centralis
Ecnomus centralis är en nattsländeart som beskrevs av Cartwright 1990. Ecnomus centralis ingår i släktet Ecnomus och familjen trattnattsländor. Inga underarter finns listade i Catalogue of Life.